# Liste der Nummer-eins-Hits in Japan (1972)
Die Liste der japanischen Nummer-eins-Hits enthält die Daten vom 1. Januar bis zum 31. Dezember 1972. Die letzte Woche im Jahr fällt mit der ersten Woche des neuen Jahres zusammen. Angegeben sind die Verkaufszahlen der jeweiligen Nummer eins in ihrer Woche. Alle Angaben basieren auf den offiziellen japanischen Charts von Oricon.

## Singles
| ← 1971 ← | Liste der Nummer-eins-Hits in Japan | Liste der Nummer-eins-Hits in Japan | Liste der Nummer-eins-Hits in Japan                                                                            | 1973 →                    |
| \| Zeitraum \| Wo. ges. \| Interpret \| Titel Autor(en) \| Zusätzliche Informationen \| \| (Zeitraum, Wochen auf Platz eins, Interpret, Titel, Autor[en], zusätzliche Informationen) \| \| \| \| \| \| ----------------------------------------------------------------------------------------- \| -------- \| ------------------------- \| -------------------------------------------------------------------------------------------------------------- \| ------------------------- \| \| 8. November 1971 – 9. Januar 1972 9 Wochen \| 9 \| Ouyang Fei Fei \| Ame no Midōsuji \| – \| \| 10. Januar 1972 – 14. Februar 1972 5 Wochen \| 5 \| Takao Hirata & Sell Stars \| Akuma ga Nikui \| – \| \| 14. Februar 1972 – 12. März 1972 4 Wochen \| 4 \| Pedro & Capricious \| Wakare no Asa \| – \| \| 13. März 1972 – 9. April 1972 4 Wochen \| 4 \| Mari Amachi \| Chiisana Koi \| – \| \| 10. April 1972 – 16. April 1972 1 Woche \| 1 \| The New Seekers \| I’d Like to Teach the World to Sing (In Perfect Harmony) Roger Cook, Roger Greenaway, Bill Backer, Billy Davis \| – \| \| 17. April 1972 – 7. Mai 1972 3 Wochen \| 3 \| Shōji Ishibashi \| Yoake no Teishaba \| – \| \| 8. Mai 1972 – 14. Mai 1972 1 Woche \| 1 \| Aoi Sankaku Jōgi \| Taiyō ga Kureta Kisetsu \| – \| \| 15. Mai 1972 – 11. Juni 1972 4 Wochen \| 4 \| Rumiko Koyanagi \| Seto no Hanayome \| – \| \| 12. Juni 1972 – 23. Juli 1972 6 Wochen \| 6 \| Mari Amachi \| Hitori Janai no \| – \| \| 24. Juli 1972 – 6. August 1972 2 Wochen \| 2 \| Billy BanBan \| Sayonara wo Suru Tame ni \| – \| \| 7. August 1972 – 10. September 1972 5 Wochen \| 5 \| Takuro Yoshida \| Tabi no Yado \| – \| \| 11. September 1972 – 1. Oktober 1972 3 Wochen (insgesamt 5) \| 5 \| Rumiko Koyanagi \| Kyō no Niwaka Ame \| – \| \| 2. Oktober 1972 – 8. Oktober 1972 1 Woche (insgesamt 2) \| 2 \| Mari Amachi \| Niji o Watatte \| – \| \| 9. Oktober 1972 – 22. Oktober 1972 2 Wochen (insgesamt 5) \| 5 \| Rumiko Koyanagi \| Kyō no Niwaka Ame \| – \| \| 23. Oktober 1972 – 29. Oktober 1972 1 Woche (insgesamt 2) \| 2 \| Mari Amachi \| Niji o Watatte \| – \| \| 30. Oktober 1972 – 18. Februar 1973 16 Wochen \| 16 \| Shiro Miya & Pinkara Trio \| Onna no Michi \| – \| |                                     |                                     | |                           |
| ← 1971 |                                     |                                     | | → 1973 →                  |
| Zeitraum | Wo. ges.                            | Interpret                           | Titel Autor(en)                                                                                                | Zusätzliche Informationen |
| (Zeitraum, Wochen auf Platz eins, Interpret, Titel, Autor[en], zusätzliche Informationen) |                                     |                                     | |                           |
| 8. November 1971 – 9. Januar 1972 9 Wochen | 9                                   | Ouyang Fei Fei                      | Ame no Midōsuji                                                                                                | –                         |
| 10. Januar 1972 – 14. Februar 1972 5 Wochen | 5                                   | Takao Hirata & Sell Stars           | Akuma ga Nikui                                                                                                 | –                         |
| 14. Februar 1972 – 12. März 1972 4 Wochen | 4                                   | Pedro & Capricious                  | Wakare no Asa                                                                                                  | –                         |
| 13. März 1972 – 9. April 1972 4 Wochen | 4                                   | Mari Amachi                         | Chiisana Koi                                                                                                   | –                         |
| 10. April 1972 – 16. April 1972 1 Woche | 1                                   | The New Seekers                     | I’d Like to Teach the World to Sing (In Perfect Harmony) Roger Cook, Roger Greenaway, Bill Backer, Billy Davis | –                         |
| 17. April 1972 – 7. Mai 1972 3 Wochen | 3                                   | Shōji Ishibashi                     | Yoake no Teishaba                                                                                              | –                         |
| 8. Mai 1972 – 14. Mai 1972 1 Woche | 1                                   | Aoi Sankaku Jōgi                    | Taiyō ga Kureta Kisetsu                                                                                        | –                         |
| 15. Mai 1972 – 11. Juni 1972 4 Wochen | 4                                   | Rumiko Koyanagi                     | Seto no Hanayome                                                                                               | –                         |
| 12. Juni 1972 – 23. Juli 1972 6 Wochen | 6                                   | Mari Amachi                         | Hitori Janai no                                                                                                | –                         |
| 24. Juli 1972 – 6. August 1972 2 Wochen | 2                                   | Billy BanBan                        | Sayonara wo Suru Tame ni                                                                                       | –                         |
| 7. August 1972 – 10. September 1972 5 Wochen | 5                                   | Takuro Yoshida                      | Tabi no Yado                                                                                                   | –                         |
| 11. September 1972 – 1. Oktober 1972 3 Wochen (insgesamt 5) | 5                                   | Rumiko Koyanagi                     | Kyō no Niwaka Ame                                                                                              | –                         |
| 2. Oktober 1972 – 8. Oktober 1972 1 Woche (insgesamt 2) | 2                                   | Mari Amachi                         | Niji o Watatte                                                                                                 | –                         |
| 9. Oktober 1972 – 22. Oktober 1972 2 Wochen (insgesamt 5) | 5                                   | Rumiko Koyanagi                     | Kyō no Niwaka Ame                                                                                              | –                         |
| 23. Oktober 1972 – 29. Oktober 1972 1 Woche (insgesamt 2) | 2                                   | Mari Amachi                         | Niji o Watatte                                                                                                 | –                         |
| 30. Oktober 1972 – 18. Februar 1973 16 Wochen | 16                                  | Shiro Miya & Pinkara Trio           | Onna no Michi                                                                                                  | –                         |